# LSV Spandau
Der LSV Spandau (Luftwaffensportverein Spandau) war ein deutscher Sportverein in Berlin, der in der ersten Hälfte des 20. Jahrhunderts Erfolge im Basketball feierte. 
Die Basketballabteilung des LSV belegte 1938 auf dem Deutschen Turn- und Sportfest in Breslau den zweiten Platz im Basketball und gewann 1939 in Hamburg die erste offizielle Deutsche Meisterschaft durch einen Sieg über den TV 1848 Bad Kreuznach mit 47:16.
Diesen Erfolgen konnte der Verein keine weiteren hinzufügen, da bis 1947 keine Deutsche Meisterschaft ausgetragen wurde. Mit Ende des Zweiten Weltkriegs wurde der Verein als Militärsportverein aufgelöst.

## Belege
1. ↑  Basketballbund, Daten zum Basketball in Deutschland Archivierte Kopie (Memento des Originals vom 27. September 2007 im Internet Archive)  Info: Der Archivlink wurde automatisch eingesetzt und noch nicht geprüft. Bitte prüfe Original- und Archivlink gemäß Anleitung und entferne dann diesen Hinweis.  (zuletzt aufgerufen am 9. Mai 2010)